# 荷葉效應

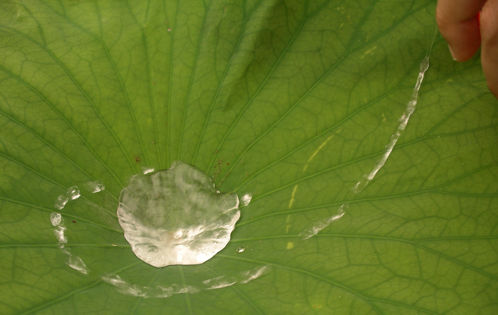
水在蓮葉表面的樣子

水在蓮葉表面的動畫圖

荷叶效应（英語：lotus effect），也称作蓮花效應，是材料工程领域中的一个术语，指睡莲科植物，尤其是莲（Nelumbo nucifera）葉表面具有超疏水性以及自潔（self-cleaning）特性。蓮葉表面疏水，落在葉面的雨水會因表面張力形成水珠，使水與葉面的接觸角大於150度，只要葉面稍微傾斜，水珠就會滾離葉面，並且可以帶走灰塵和污泥，達到自我潔淨的效果。

## 原理及證明
尽管莲花通常生长于泥泞的池塘或沼泽，其叶片与花朵却能保持洁净状态。在印度教中，莲花象征着纯洁与善良；在中国与日本，也常以“出淤泥而不染”来称颂莲花的高洁。
西元1997年，德國波昂大學植物學家威廉·巴斯洛德（Wilhelm Barthlott），創造荷叶效应一詞，以人造灰塵粒子汙染赫蕉、倪藤、玉蘭、林山毛櫸、蓮花、芋、甘藍、及須菊木屬的Mutisia decurrens等八種植物，再以人造雨清洗兩分鐘，最後傾斜葉面15度讓雨珠滑落，並觀察葉面表面灰塵殘留的狀況。結果顯示，前四種葉片的灰塵殘留率超過40%，而後四種植物的灰塵殘留率比例皆小於5%。將以上八種植物以水在其葉面上做接觸角之分析實驗，可發現結果分為兩項區域，其中前四種植物的接觸角介於28~72度角之間；而後四種植物接觸角介於130~160度角之間。當接觸角為0時，代表液體可完全潤濕物體表面，而當接觸角為180時，代表液體完全無法潤濕物體表面。
水的高表面张力促使水珠趋于形成球形，以最小化表面积并降低液-固界面的表面能。当水滴与固体表面接触时，黏附力会导致润湿现象发生。润湿程度取决于表面结构与液滴的张力。自清洁能力源于叶面表层的双重疏水结构。该结构显著减少了水滴与表面的接触面积与黏附力，从而促使水滴易于滚落，携带污物离开表面。
以蓮葉為例，蓮葉表面佈滿5~15微米的突起表皮細胞，上面覆蓋直徑約100奈米，由蠟組成的結晶，及約100~200奈米的纖毛。由掃描式電子顯微鏡觀察上面8種植物，可以看到接觸角小於100度的植物，表面較為平坦；而接觸角大於130度的植物葉片，上面除了有大的突起，也有一些類似纖毛的結構，約為100至200奈米左右。另外，須菊木屬的Mutisia decurrens葉面上並沒有纖毛結構，但表面較為粗糙。

## 例子
蓮花、芋、甘藍、須菊木屬的Mutisia decurrens、艷紫荊、變葉木等植物的葉片，及閃蝶屬的翅膀。

## 應用
一些奈米科技學家正在開發一些方法，使塗料、屋瓦、紡織品和其它表面可保持乾燥和乾淨，就如蓮葉表面的方式相似。通常使用氟化物或矽處理表面而達到此效果；利用葡萄糖和蔗糖化合成聚乙二醇亦可達到此效果。有自潔效應的新塗料，目前已被發展，甚至有自潔功能的玻璃板也已經進入市場，使用於溫室的屋頂等。
在日常生活中的应用实例包括日本森永乳業所采用的一种特殊铝制酸奶盖。传统铝盖容易沾附酸奶残留，但通过仿效荷叶原理，森永乳業与东洋铝业合作开发了名为“TOYAL LOTUS”的疏水包装材料，有效减少了酸奶在盖背的附着问题。